# Prima battaglia di Newtonia
La prima battaglia di Newtonia è stata un episodio della guerra di secessione americana combattuta nel settembre 1862 nella contea di Newton (in Missouri).

## Contesto
A seguito della battaglia di Pea Ridge del marzo 1862 la maggior parte delle truppe nordiste e sudiste avevano lasciato l'area tra il nord-ovest dell'Arkansas e il sud-ovest del Missouri.
In estate i confederati tornarono in quell'area causando preoccupazione nelle truppe dell'Unione che occupavano le città di Springfield e Fort Scott. Il 27 settembre il colonnello confederato Douglas Hancock Cooper raggiunse la città di Newtonia e vi assegnò due unità.

## La battaglia
Il 29 settembre alcuni soldati nordisti della divisione del brigadiere generale James G. Blunt lasciarono Fort Scott verso Newtonia, dove si scontrarono con le truppe confederate ma furono costrette a ritirarsi. Il giorno dopo un nuovo attacco nordista venne respinto e i federali furono costretti alla fuga, inseguiti dai sudisti.
La ritirata dei nordisti proseguì per oltre 10 miglia fino a Sarcoxie.